# Maria Magdalena Székely
Maria Magdalena Szekely (n. 15 august 1969, Constanța, România) este un istoric român, specializat în istorie medievală, în prezent profesor la Facultatea de Istorie a Universității „Alexandru Ioan Cuza” din Iași. Principalele sale direcții și domenii de cercetare sunt: genealogia, prosopografia, antropologia culturală, istoria vieții cotidiene, istoria puterii.

## Biografie
S-a născut la 15 august 1969, la Constanța, oraș în care a urmat studiile primare și medii. În 1993 a absolvit Facultatea de Istorie a Universității „Alexandru Ioan Cuza” din Iași, promovând simultan, în anul universitar 1992-1993, anii de studii IV și V.
Și-a susținut doctoratul (sub îndrumarea prof. dr. Ioan Caproșu), cu teza intitulată Sfetnicii lui Petru Rareș, la 17 mai 1999, la Universitatea din Iași, obținând calificativul foarte bine și distincția magna cum laude.
Este membru–fondator al Comisiei de Heraldică, Genealogie și Sigilografie – Filiala Iași (1993), membru–fondator al Institutului Român de Genealogie și Heraldică „Sever Zotta” și membru al Academiei Internaționale de Genealogie (2007).
A fost sau este membru în redacțiile mai multor reviste de specialitate: Revue des Études Roumaines, Arhiva Genealogică, Revista de Istorie Socială, HERB. Revista Română de Heraldică, Analele Putnei, Medieval and Early Modern Studies for Central and Eastern Europe, Analele Științifice ale Universității Alexandru Ioan Cuza din Iași, seria Istorie.
A fost sau este director, membru în echipa de cercetare și colaborator extern al mai multor proiecte de cercetare, susținute sau finanțate de Mănăstirea Putna prin Centrul de Cercetare și Documentare „Ștefan cel Mare”, Ministerul Educației și Cercetării din România sau Academia Română. În 1993 a fost inclusă în proiectul de colaborare științifică internațională Ideologia medievală a puterii în Țările Române (coordonator: prof. dr. Dumitru Nastase, Atena).
A susținut peste 170 de comunicări și conferințe la reuniuni științifice locale, naționale și internaționale. A îngrijit, în colaborare, ediții din operele lui P. P. Panaitescu, Emil Turdeanu, Alexandru I. Gonța și Dumitru Nastase, precum și mai multe culegeri de studii colective.
Cele peste 150 de studii și articole pe care le-a semnat pot fi regăsite în paginile următoarelor publicații: Acta Moldaviae Meridionalis, Analele Putnei, Analele Științifice ale Universității Alexandru Ioan Cuza din Iași, seria Istorie, Anuarul Institutului de Istorie A. D. Xenopol din Iași, Arhiva Genealogică, Classica & Christiana, Études byzantines et post-byzantines, Medieval and Early Modern Studies for Central and Eastern Europe, Revista de Istorie Socială, Revista de Istorie și Teorie Literară, Revista Istorică, Revue des Études Roumaines, Studii și Materiale de Istorie Medie, precum și în culegeri de studii și volume colective.
A efectuat stagii de cercetare și documentare în Austria, Franța, Grecia, Italia, Ucraina.

## Premii și distincții
A obținut Premiul pentru debut acordat volumului Sfetnicii lui Petru Rareș în cadrul Salonului Internațional de Carte Românească, ediția a XI-a, Iași, 2002, și Premiul „Nicolae Iorga” al Academiei Române acordat volumului Princeps omni laude maior. O istorie a lui Ștefan cel Mare (2007).
În 2004 i s-a conferit Medalia Meritul Cultural, clasa I, categoria H („Cercetarea științifică”), „pentru semnificativele descoperiri și cercetări științifice care au îmbogățit patrimoniul cultural național și au contribuit la o mai bună cunoaștere a acestuia pe plan intern și internațional”.

## Volume publicate
- Sfetnicii lui Petru Rareș. Studiu prosopografic, Editura Universității „Alexandru Ioan Cuza”, Iași, 2002;
- Princeps omni laude maior. O istorie a lui Ștefan cel Mare, carte tipărită cu binecuvântarea ÎPS Pimen, Arhiepiscop al Sucevei și Rădăuților, Mănăstirea Putna, 2005 - în colaborare cu Ștefan S. Gorovei;
- Maria Asanina Paleologhina. O prințesă bizantină pe tronul Moldovei, carte tipărită cu binecuvântarea ÎPS Pimen, Arhiepiscop al Sucevei și Rădăuților, Mănăstirea Putna, 2006 - în colaborare cu Ștefan S. Gorovei;
- Grădina rozelor. Femei din Moldova, Țara Românească și Transilvania (sec. XVII–XIX), Editura Academiei Române, București, 2015 - în colaborare cu Violeta Barbu, Kinga S. Tüdős, Angela Jianu.